# Laugar
Laugar é uma localidade na Islândia. Em 2018 tinha uma população de cerca de 109 habitantes.